# Адалберт Баварски (1886 – 1970)
Адалберт Алфонс Баварски (на немски: Adalbert Alfons Prinz von Bayern; Adalbert Alfons Maria Ascension Antonius Hubertus Joseph omnes sancti Prinz von Bayern; * 3 юни 1886, дворец Нимфенбург, Мюнхен; † 29 декември 1970, Мюнхен) от династията на Вителсбахите, е принц на Бавария, немски офицер, историк, автор и посланик на Германия в Испания.

## Живот
Син е на Лудвиг Фердинанд Баварски (1859 – 1949) и съпругата му испанската инфанта Мария де ла Паз (1862 – 1946), дъщеря на кралица Исабела II и Франсиско де Асизи де Бурбон. Той е внук по бащина линия на Адалберт Баварски (1828 – 1875) и правнук на крал Лудвиг I Баварски.
Адалберт става през 1903 г. лейтенант. От 1911 до 1914 г. завършва Баварската военна академия. Участва в Първата световна война. След това следва история в Лудвиг Максимилиан университет в Мюнхен и става доктор (Dr. phil.). Работи като писател и издава множество исторически книги.
Адалберт се жени през 1919 г. за своята племенница трети град Августа графиня фон Зеефрид-Бутенхайм (1899 – 1978). Тя е дъщеря на граф Ото фон Зеефрид (1870 – 1951) и съпругата му Елизабет Мария Августа Баварска (1874 – 1957), дъщеря на генерал Леополд Баварски (1846 – 1930) и ерцхерцогиня Гизела Австрийска (1856 – 1932). По майчина линия е правнучка на император Франц Йосиф от Австрия и Елизабет Баварска, също и на принцрегент Леополд Баварски (1821 – 1912) и Августа Фердинанда Австрийска-Тосканска (1825 – 1864). По бащина линия тя е правнучка на баварския генерал и гръцки военен министър Хайнрих Христиан фон Шмалтц (1787 – 1865).
През Втората световна война Адалберт е личен офицер на фелдмаршал Вилхелм фон Лееб, с когото цял живот е приятел. През 1941 г. той се оттегля в дворец Хоеншвангау.
През 1952 г. канцлер Конрад Аденауер го изпраща в Мадрид като посланик на Германия в Испания. През 1956 г. той напуска тази служба.
Адалберт умира на 84-годишна възраст. Погребан е в гробището на манастирската църква Андекс.

## Деца
Адалберт и Августа имат двама сина:
- Константин Леополд (1920 – 1969), женен 1942 г. (развод 1948 г.) за принцеса Мария Аделгунда фон Хоенцолерн-Зигмаринген (1921 – 2006); и 1953 г. за Хелена фон Кевенхюлер-Меч (* 1921)
- Александер (1923 – 2001).

## Издания
- Das Ende der Habsburger in Spanien. (2 Bände). Bruckmann Verlag. München 1929.
- Vier Revolutionen und einiges dazwischen. Siebzig Jahre aus dem Leben der Prinzessin Ludwig Ferdinand von Bayern, Infantin von Spanien. Hans Eder Verlag. München 1932.
- An Europas Fürstenhöfen. Lebenserinnerung der Infantin Eulalia von Spanien 1864 – 1931. Verlag Robert Lutz Nachfolger Otto Schramm. Stuttgart 1936.
- Eugen Beauharnais. Der Stiefsohn Napoleons. Ein Lebensbild. Propyläen Verlag. Berlin 1940.
- Nymphenburg und seine Bewohner. Oldenbourg Verlag. München 1949.
- Max I. Joseph von Bayern. Pfalzgraf, Kurfürst und König. Bruckmann Verlag. München 1957.
- Die Herzen der Leuchtenberg. Chronik einer napoleonisch-bayerisch-europäischen Familie. Prestel Verlag. München 1963.
- Der Herzog und die Tänzerin. Die merkwürdige Geschichte Christians IV. von Pfalz-Zweibrücken und seiner Familie. Pfälzische Verlagsanstalt. Neustadt/Weinstraße 1966.
- Als die Residenz noch Residenz war. Prestel Verlag. München 1967.
- Die Wittelsbacher. Geschichte unserer Familie. Prestel Verlag. München 1979.
- Erinnerungen 1900 – 1956. Langen-Müller Verlag. München 1991.